# العلاقات المالطية المالية
العلاقات المالطية المالية هي العلاقات الثنائية التي تجمع بين مالطا ومالي.

## مقارنة بين البلدين
هذه مقارنة عامة ومرجعية للدولتين:
| وجه المقارنة                                              | مالطا                                                     | مالي            |
| --------------------------------------------------------- | --------------------------------------------------------- | --------------- |
| المساحة (كم2)                                             | 316                                                       | 1.24 مليون      |
| عدد السكان (نسمة)                                         | 465.29 ألف                                                | 18.54 مليون     |
| الكثافة السكانية (ن./كم²)                                 | 147.24 ألف                                                | 14.95           |
| العاصمة                                                   | فاليتا                                                    | باماكو          |
| اللغة الرسمية                                             | اللغة المالطية، لغة إنجليزية                              | لغة فرنسية      |
| العملة                                                    | يورو، ليرة مالطية                                         | فرنك غرب أفريقي |
| الناتج المحلي الإجمالي (بليون دولار)                      | 12.54 مليار                                               | 15.29 مليار     |
| الناتج المحلي الإجمالي (تعادل القوة الشرائية) بليون دولار | 14.68 مليار                                               | 35.69 مليار     |
| الناتج المحلي الإجمالي الاسمي للفرد دولار أمريكي          | 22.60 ألف                                                 | 724             |
| الناتج المحلي الإجمالي للفرد دولار أمريكي                 |                                                           | 1.60 ألف        |
| مؤشر التنمية البشرية                                      | 0.839                                                     | 0.419           |
| رمز المكالمات الدولي                                      | +356                                                      | +223            |
| رمز الإنترنت                                              | .mt                                                       | .ml             |
| المنطقة الزمنية                                           | توقيت وسط أوروبا، ت ع م+01:00، ت ع م+02:00، أوروبا/مالطا ‏ | 00              |

## منظمات دولية مشتركة
يشترك البلدان في عضوية مجموعة من المنظمات الدولية، منها:
| علم المنظمة | اسم المنظمة                               | تاريخ انضمام مالطا | تاريخ انضمام مالي |
| ----------- | ----------------------------------------- | ------------------ | ----------------- |
|             | البنك الدولي للإنشاء والتعمير             | 26 سبتمبر 1983     | 27 سبتمبر 1963    |
|             | منظمة التجارة العالمية                    | ?                  | ?                 |
|             | المركز الدولي لتسوية المنازعات الاستشارية | 3 ديسمبر 2003      | 2 فبراير 1978     |
|             | منظمة حظر الأسلحة الكيميائية              | ?                  | ?                 |
|             | الفريق المعني برصد الأرض                  | ?                  | ?                 |
|             | الأمم المتحدة                             | 1 ديسمبر 1964      | 28 سبتمبر 1960    |
|             | منظمة الشرطة الجنائية الدولية             | ?                  | ?                 |
|             | وكالة ضمان الاستثمار متعدد الأطراف        | 12 سبتمبر 1990     | 22 أكتوبر 1992    |
|             | يونسكو                                    | 10 فبراير 1965     | 7 نوفمبر 1960     |
|             | مؤسسة التمويل الدولية                     | 1 يونيو 2005       | 9 مايو 1978       |
|             | الاتحاد البريدي العالمي                   | ?                  | ?                 |
|             | الاتحاد الدولي للاتصالات                  | 1965               | 21 أكتوبر 1960    |

## وصلات خارجية
- موقع وزارة الخارجية المالطية